# Gironès
Pour les articles homonymes, voir Gironès.
Le Gironès est une comarque de Catalogne en Espagne. Sa capitale est Gérone.

## Carte
| Anoia Bages Segarra Solsonès Conca de · Barberà Moianès Osona Berguedà Basse · Cerdagne Alt · Urgell Pallars · Sobirà Val d'Aran Alta · Ribagorça Pallars · Jussà Noguera Urgell Pla · d'Urgell Segrià Garrigues Alt · Penedès Baix · Llobregat Barcelonès Vallès · Occidental Maresme Vallès · Oriental Ripollès Garrotxa Alt Empordà Pla de · l'Estany Gironès Selva Baix · Empordà Garraf Baix · Penedès Tarragonès Alt · Camp Baix · Camp Priorat Ribera · d'Ebre Terra · Alta Baix Ebre MontsiàFrance Pyrénées-Orientales Ariège Haute · Garonne Andorre Aragon Communauté valencienneMer Méditerranée |

## Les communes
Aiguaviva, Bescanó, Bordils, Campllong, Canet d'Adri, Cassà de la Selva, Celrà, Cervià de Ter, Flaçà, Fornells de la Selva, Gérone, Juià, Llagostera, Llambilles, Madremanya, Quart, Salt, Sant Andreu Salou, Sant Gregori, Sant Joan de Mollet, Sant Jordi Desvalls, Sant Julià de Ramis, Sant Martí de Llémena, Sant Martí Vell, Sarrià de Ter, Vilablareix, Viladasens